# Vladimir Čeboksarov
Vladimir Vasiljevič Čeboksarov (rusky Владимир Васильевич Чебоксаров * 30. prosince 1951 Ťumeň, RSFSR) je bývalý sovětský zápasník, reprezentant v zápase řecko-římském. Zápasu se věnoval od roku 1965, členem reprezentačního týmu se stal v roce 1974. Vybojoval stříbro na olympijských hrách, zlato a bronz na mistrovství světa a zlato a stříbro na mistrovství Evropy. V roce 1976 vybojoval titul sovětského šampiona. Reprezentační kariéru ukončil v roce 1981, poté se věnoval trenérské práci ve svém domovském klubu Dynamo Ťumeň.